# Cattedrale di Gesù Salvatore del Mondo (Rrëshen)
La cattedrale di Gesù Salvatore del Mondo (in lingua albanese: Kisha Katedrale Jezusi i Vetmi Shpetimtar I Botes) è la cattedrale della diocesi di Rrëshen e si trova nella città di Rrëshen, in Albania. La cattedrale è stata edificata nel 2002 per volere del vescovo della diocesi Cristoforo Palmieri ed è stata dedicata il 9 novembre del 2002. 
È l'edificio cattolico principale della Mirdizia, dopo l'abbazia di Sant'Alessandro di Orosh.